# Anna Zammert
Anna Zammert, née Anna Rabe le 12 juillet 1898 à Delitzsch (province de Saxe) et morte le 13 décembre 1982 dans cette ville, est une syndicaliste et femme politique socialiste allemande, membre du SPD.

## Biographie
Après avoir étudié à l'école primaire, elle travaille dans le secteur du lignite et de la construction de routes. En 1917, elle rejoint le Parti social-démocrate indépendant d'Allemagne (USPD). À partir de 1918, elle travaille dans une usine chimique de Bitterfeld et devient membre de la Fédération générale des travailleurs (FAV). En 1922, elle adhère au Parti social-démocrate d'Allemagne (SPD). Elle s'intéresse au système de garde d'enfants et à l'Arbeiterwohlfahrt (AWO). Entre 1925 et 1926, elle étudie à l'Académie des travaux de Francfort et épouse l'imprimeur Paul Zammert. En 1927, elle est chargée de créer le secrétariat de travailleurs du FAV à Hanovre. Entre 1927 et 1933, elle est la première femme au poste de secrétaire d'un syndicat allemand. Entre 1930 et 1933, elle est députée au Reichstag.
En 1933, elle est emprisonnée deux fois par la dictature nazie en raison de ses activités politiques. En 1935, elle fuit la Gestapo et se réfugie au Danemark avec son mari. En 1936, elle émigre en Norvège et en 1940 en Suède. Entre 1943 et 1945, elle est membre du conseil d'administration du Groupe national de syndicalistes allemands en Suède.
Elle revient en Allemagne en 1946 et joue un rôle important dans la refondation de l'Arbeiterwohlfahrt de Hanovre. Néanmoins, elle ne retrouve pas de travail en Allemagne et revient donc en Suède à l'été 1953, où elle vit jusqu'à 1975. À Stockholm, elle a entre autres travaillé pour l'Association des travailleurs suédois. En 1975, elle revient à Delitzsch, où elle meurt en 1982.

## Hommages
À Bergneustadt, une école maternelle de l'AWO est baptisée en son honneur. Depuis 2007, une rue de Delitzsch porte son nom. Dans le centre d'éducation de la vente au détail (BZE) de Springe, un bâtiment porte également son nom. Depuis 2012, une rue de Göttingen porte son nom, de même depuis décembre 2013 à Hanovre.

## Sources
- (de) Cet article est partiellement ou en totalité issu de l’article de Wikipédia en allemand intitulé « Anna Zammert » (voir la liste des auteurs).